# Ululomyia sylvatica
Ululomyia sylvatica is een insect uit de familie van de vlinderhaften (Ascalaphidae), die tot de orde netvleugeligen (Neuroptera) behoort. 
Ululomyia sylvatica is voor het eerst wetenschappelijk beschreven door Fraser in 1957.